# 嵐珏松郎
嵐 珏松郎（あらし かくまつろう、1878年6月15日 - 没年不詳）は、日本の男優、元歌舞伎役者である。芸名を嵐 旺松郎、嵐 斑松郎、嵐 珀松郎とするのは誤りである。本名は金子 松三郎（かねこ まつさぶろう） とされるが、金兒 松三郎（読み同じ）、金子 重三郎（かねこ じゅうざぶろう）の説もある。四代目嵐璃珏門下の歌舞伎役者から映画俳優に転じ、尾上松之助を支える名脇役として活躍、松之助の死後も河部五郎、大河内傳次郎などの主演映画に多数出演していた。

## 人物・来歴
1878年（明治11年）6月15日、三重県飯高郡松阪町（現在の同県松阪市）に生まれる、とされている。『日本映画俳優全集 男優編』（キネマ旬報社）など一部の資料によれば、生年月日は「1878年5月15日」である旨が記されている。また、『日本映画俳優名鑑 昭和四年版』（映画世界社）によれば、生年月は「明治九年六月」（1876年6月）とされていた が、翌年発行された『日本映画俳優名鑑 昭和五年版』（同）以降は、上記通りに改められている。実父は歌舞伎俳優嵐珏十郎であった。
1895年（明治28年）、満17歳の時に実父・珏十郎と同じく関西歌舞伎の名題役者四代目嵐璃珏の門弟となり、初舞台を踏む。『芸能人物事典 明治大正昭和』（日外アソシエーツ）では、満19歳となる1897年（明治30年）ころに四世璃珏の門人となった、とある。以後、四世璃珏と共に各地を巡業し、実父と共に関西歌舞伎に名代出演する歌舞伎役者にまで成長した。
1913年（大正2年）、牧野省三の招聘により、日活京都撮影所に入社。『映画新研究十講と俳優名鑑』（朝日新聞社）など、1912年（大正元年）に同所入社とする資料も存在する。同年1月21日に公開された牧野省三監督映画『八犬伝』（『里見八犬伝』）で犬坂毛野を演じ、映画デビューを果たす。以来、尾上松之助一派に加入し、1917年（大正6年）ころから本格的にサイレント映画に出演するようになるが、翌1918年（大正7年）10月には一時舞台に戻る。この間、1917年（大正6年）に天然色活動写真が製作した映画に出演したとされているが、詳細は不明である。ところが、同年11月24日に四世璃珏が急逝したため、同年末には日活京都撮影所に復帰している。以降、1924年（大正13年）1月14日に公開された築山光吉監督映画『拳骨と忍術の漫遊』など、松之助映画の殆どに出演した。
1926年（大正15年）9月11日、尾上松之助が満50歳で急逝した後も、1928年（昭和3年）5月31日に公開された伊藤大輔監督映画『新版大岡政談 第一篇』や、同年9月27日に公開された池田富保監督映画『維新の京洛 竜の巻 虎の巻』など、主に河部五郎、大河内傳次郎ら新人スタアの主演映画に引き続き助演。實川延一郎、中村仙之助（山田純三郎）らと共に日活時代劇を支える古老として活躍し、また年齢につれて池田富保が監督を務める大作で大御所的役柄に座ることが増えた。
『映画新研究十講と俳優名鑑』などによれば、京都府京都市下京区西ノ七条東上ノ町71番地に住み、趣味は魚釣りで、嗜好物はお酒である旨が記されている。
1932年（昭和7年）10月、日活専務取締役に新任した中谷貞頼による大解雇事件に遭い、嵐亀三郎、尾上卯多五郎、尾上華丈、阪東巴左衛門らと共に退社。退社後はフリーランサーとなっており、満55歳になる1933年（昭和8年）6月1日に当時日活系の太秦発声映画が製作した池田富保監督映画『楠正成』に出演、珏松郎にとっての初のトーキーであった。ところが、翌1934年（昭和8年）11月1日に公開された古海卓二監督のトーキー『旅鴉お妻やくざ』以降の出演記録が見当たらない。以後の消息は全く伝えられておらず、また、1940年（昭和15年）に日活太秦撮影所の撮影所長だった池永浩久の発願によって、京都府京都市上京区にある法輪寺に奉祀された映画関係者400名余りの霊牌の中にも、珏松郎の名前は刻銘されていない。没年不詳。

## おもなフィルモグラフィ
- 『岡山騒動』：監督不明、製作日活京都撮影所、配給日活、1915年8月公開
- 『木下藤吉郎』：監督小林彌六、製作日活京都撮影所、配給日活、1917年1月14日公開
- 『名槍高田又兵衛』：監督牧野省三、製作日活京都撮影所、配給日活、1917年7月22日公開
- 『白虎隊』：監督牧野省三、製作日活京都撮影所、配給日活、1917年8月12日公開
- 『大村益二郎』：監督牧野省三、製作日活京都撮影所、配給日活、1917年9月23日公開
- 『假名手本忠臣蔵』：監督牧野省三、製作日活京都撮影所、配給日活、1917年10月13日公開
- 『隅田川の仇討』：監督牧野省三、製作日活京都撮影所、配給日活、1918年3月1日公開
- 『鎖鎌孝女の仇討』：監督牧野省三、製作日活京都撮影所、配給日活、1918年6月15日公開
- 『三日月次郎吉』：監督牧野省三、製作日活京都撮影所、配給日活、1918年7月公開
- 『荒木又右衛門』：監督牧野省三、製作日活京都撮影所、配給日活、1918年10月15日公開
- 『実録忠臣蔵』：監督牧野省三、製作日活京都撮影所、配給日活、1921年3月10日公開 - 村上喜剣
- 『真田幸村と大助』（『幸村と大助』）：監督不明、製作日活京都撮影所、配給日活、1922年11月30日公開 - 真田左衛門尉幸村
- 『燃ゆる渦巻 第一篇』：監督池田富保、製作日活京都撮影所、配給日活、1924年1月7日公開 - 芹沢鴨
- 『拳骨と忍術の漫遊』（『拳骨と忍術』）：監督築山光吉、1924年1月14日公開 - 三好清海
- 『燃ゆる渦巻 第二篇』：監督池田富保、製作日活京都撮影所、配給日活、1924年3月14日公開 - 芹沢鴨
- 『燃ゆる渦巻 第三篇』：監督池田富保、製作日活京都撮影所、配給日活、1924年3月21日公開 - 芹沢鴨
- 『燃ゆる渦巻 第四篇』：監督池田富保、製作日活京都撮影所、配給日活、1924年3月28日公開 - 芹沢鴨
- 『赤垣源蔵』：監督辻吉郎、製作日活京都撮影所、配給日活、1924年9月1日公開 - 塩山与左衛門
- 『血染の纏』：監督築山光吉、製作日活京都撮影所、配給日活、1924年10月12日公開 - 浪士門脇左源太
- 『憂国の志士 前篇』：監督公木之雄（中村鶴三）、製作日活京都撮影所、配給日活、1924年10月17日公開 - 若松主膳
- 『憂国の志士 後篇』：監督公木之雄（中村鶴三）、製作日活京都撮影所、配給日活、1924年10月24日公開 - 若松主膳
- 『清水次郎長 前篇』：監督辻吉郎、製作日活京都撮影所、配給日活、1924年11月13日公開 - 法印大五郎
- 『清水次郎長 後篇』：監督辻吉郎、製作日活京都撮影所、配給日活、1924年11月13日公開 - 法印大五郎
- 『義士銘々伝 間重次郎』（『間重次郎』）：監督池田富保、製作日活京都撮影所、配給日活、1925年4月3日公開 - 勝田新左衛門
- 『落花の舞 前篇』：監督池田富保、製作日活京都撮影所、配給日活、1925年5月31日公開 - 臣堀口
- 『落花の舞 中篇』：監督池田富保、製作日活京都撮影所、配給日活、1925年6月11日公開 - 臣堀口
- 『実録忠臣蔵 天の巻・地の巻・人の巻』 : 監督池田富保、製作日活京都撮影所、配給日活、1926年4月1日公開 - そばやの爺、荘田下総守（二役）
- 『悲恋心中ヶ丘』：監督高橋寿康、製作日活京都撮影所、配給日活、1926年7月1日公開 - 白川左近
- 『月形半平太』：監督高橋寿康、製作日活京都撮影所、配給日活、1926年9月30日公開 - 奥平久之進
- 『憂国の少年』：監督波多野安正、製作日活京都撮影所、配給日活、1926年11月10日公開 - 福岡孝明
- 『照る日くもる日 第一篇』：監督高橋寿康、製作日活京都撮影所、配給日活、1926年11月17日公開 - 細木新之丞
- 『照る日くもる日 第二篇』：監督高橋寿康、製作日活京都撮影所、配給日活、1927年1月8日公開 - 細木新之丞
- 『照る日くもる日 第三篇』：監督高橋寿康、製作日活京都撮影所、配給日活、1927年3月1日公開 - 細木新之丞
- 『忠次旅日記 甲州殺陣篇』：監督伊藤大輔、製作日活京都撮影所、配給日活、1927年3月10日公開 - 八幡屋兵蔵
- 『大久保彦左衛門』：監督池田富保、製作日活京都撮影所、配給日活、1927年4月15日公開 - 水野十郎左衛門
- 『照る日くもる日 第四篇』：監督高橋寿康、製作日活京都撮影所、配給日活、1927年6月5日公開 - 細木新之丞
- 『照る日くもる日 最終篇』：監督高橋寿康、製作日活京都撮影所、配給日活、1927年7月1日公開 - 細木新之丞
- 『血煙高田馬場』（『血煙高田の馬場』）：監督伊藤大輔、製作日活京都撮影所、配給日活、1928年3月15日公開 - 村上庄左衛門
- 『新版大岡政談 第一篇』：監督伊藤大輔、製作日活京都撮影所、配給日活、1928年5月31日公開 - 相馬大膳亮
- 『新版大岡政談 第二篇』：監督伊藤大輔、製作日活京都撮影所、配給日活、1928年6月8日公開 - 相馬大膳亮
- 『新版大岡政談 解決篇』：監督伊藤大輔、製作日活京都撮影所、配給日活、1928年8月17日公開 - 相馬大膳亮
- 『維新の京洛 竜の巻・虎の巻』 : 監督池田富保、製作日活京都撮影所、配給日活、1928年9月27日公開 - 松平容保候
- 『修羅城 水星篇・火星篇』 : 監督池田富保、製作日活京都撮影所、配給日活、1929年10月1日公開 - 藤堂高虎
- 『元禄快挙 大忠臣蔵 天変の巻・地動の巻』 : 監督池田富保、製作日活京都撮影所、配給日活、1930年4月1日公開 - 間瀬久太夫
- 『殉教血史 日本二十六聖人』 : 監督池田富保、製作日活京都撮影所、配給日活、1931年10月1日公開 - 増田右衛門尉長盛
- 『楠正成』：監督池田富保、製作太秦発声映画、トーキー、1933年6月1日公開 - 今出川右大臣
- 『旅鴉お妻やくざ』：監督古海卓二、製作太秦発声映画、トーキー、1934年11月1日公開 - 国府津の権六